# OMZ
Objedinjonnye masjinostroitelnye zavody (Russisch: Объединённые машиностроительные заводы; "Verenigde machinebouwfabrieken", vaak afgekort tot OMZ (ОМЗ)) is een Russisch bedrijf (NV) dat machines bouwt. Een andere naam is Groeppa Oeralmasj-Izjora (Группа Уралмаш-Ижора). Het hoofdkantoor bevindt zich in Moskou. Het maakt deel uit van Atomenergoprom.
Het bedrijf werd opgericht in 1996. In februari 2006 werd bekend dat 75% van de aandelen in handen was gekomen van investeerders geleid door Gazprombank. De leiding van het bedrijf sloot niet uit dat het bedrijf in de toekomst van de beurzen zou kunnen worden gehaald en een BV zou kunnen worden. De aankoop door Gazprombank wordt gezien door analisten als een stap in de richting van het verkrijgen van staatscontrole over de nucleaire industrie.
De omzet naar IFRS in 2005 bedroeg 666,1 miljoen Dollar en de nettowinst 6,2 miljoen Dollar.

## Activiteiten
Het bedrijf is gespecialiseerd in techniek, productie, verkoop en installatie van machines voor de kernenergietechniek en mijnbouwindustrie, heftransportmateriaal en speciaal staal. De productie bevindt zich in Rusland (Oeralmasj en de fabrieken van Izjorsk en Tsjechië (Skoda Steel en Skoda JS).